# 사랑 낙오 플래그
〈사랑 낙오 플래그〉(恋落ちフラグ 코이오치프라그[*])은 SKE48의 27번째 싱글이다.